# Finlands Bank

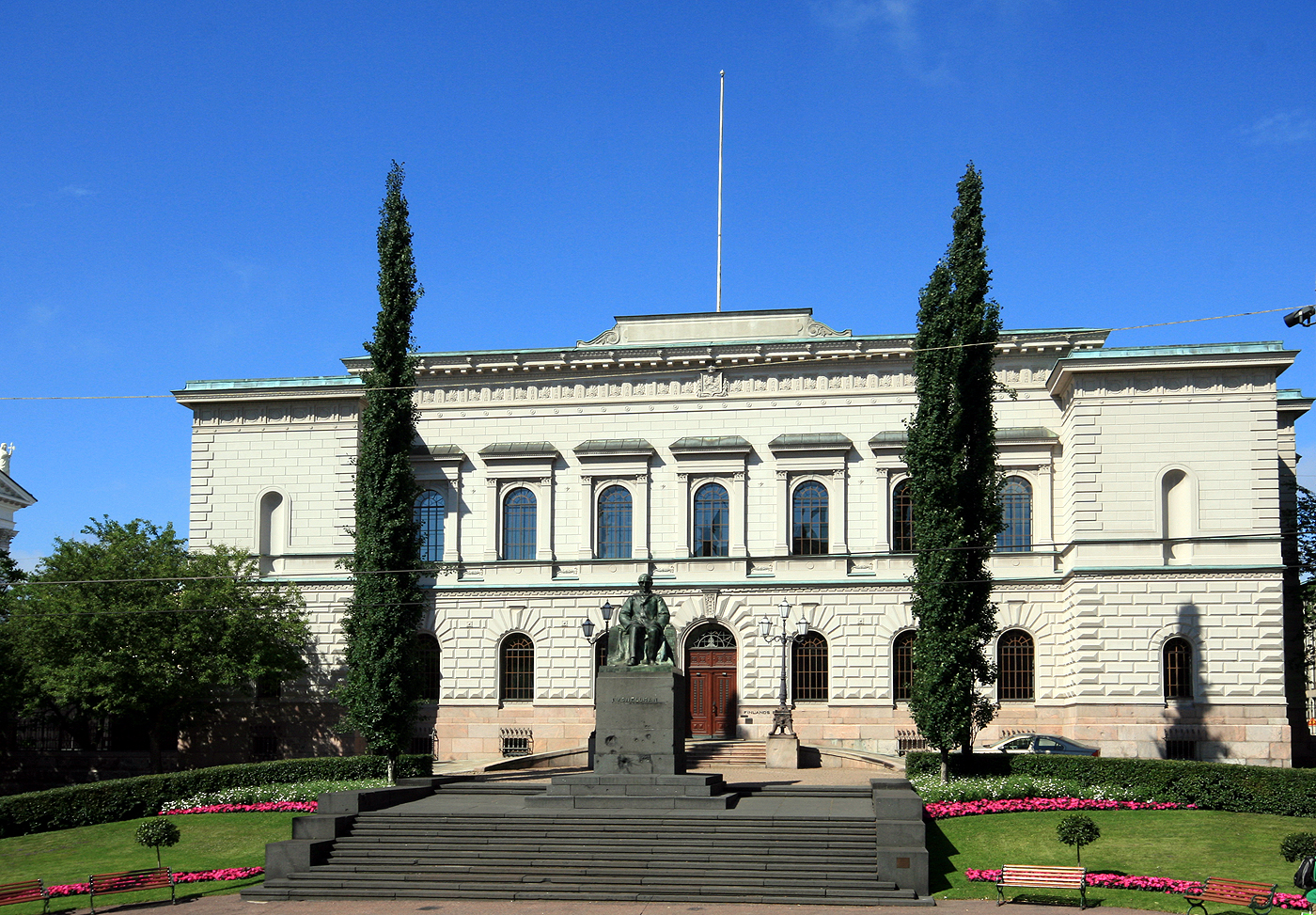
Finlands Banks huvudkontor i Helsingfors.

Finlands Bank (finska: Suomen Pankki) är Finlands centralbank. Banken grundades 1811 av Alexander I av Ryssland i Åbo som Wäxel-, Låne- och Depositions-Contoiret i Stor-Furstendömet Finland och har sedan 1819 huvudkontoret i Helsingfors. Banken lydde först under kejserliga senaten, men underställdes 1868 lantdagen. 
1860 fick Finlands Bank rätt att ge ut egna sedlar, som fick namnet mark. När myntverket stod klart 1864 fick kunde banken även prägla egna mynt. Marken var bunden till rubeln i förhållandet 4:1, således motsvarade en mark 25 kopek. 1865 infördes silvermyntfot i Finland, och när en planerad myntrealisation uteblev i resten av ryska kejsardömet blev marken i praktiken det enda betalningsmedlet i Finland. Silverrubeln och -kopeken förblev visserligen lagliga betalningsmedel, men deras antal i Finland var så ringa att i praktiken betydde införandet av silvermyntfoten att storfurstendömet fick ett eget, separat mynt eftersom sedelrubeln inte löstes in i Finland. Från och med 1886 hade banken monopol på sedelutgivning i Finland – tidigare hade till exempel Föreningsbanken i Finland gett ut egna sedlar. 
Finlands Bank är medlem i Europeiska centralbankssystemet. När euron infördes 2002 upphörde Finlands Bank att ge ut den finska marken.

## Chefdirektörer för Finlands Bank
| Namn                    | I tjänst                   |
| ----------------------- | -------------------------- |
| Claes Johan Sacklén     | 1812–1816                  |
| Carl Johan Idman        | 1817–1820                  |
| Otto Herman Lode        | 1820–1827                  |
| Johan Gustaf Winter     | 1827–1841                  |
| Carl Wilhelm Trapp      | 1841–1853                  |
| Axel Ludvig Bom         | 1853–1856                  |
| Alex Federley           | 1853–1854                  |
| Robert Trapp            | 1854–1856                  |
| Frans Ivar Edelheim     | 1856–1858                  |
| Wilhelm Blidberg        | 1858–1861                  |
| Carl Isak Björkman      | 1862–1866                  |
| Victor von Haartman     | 1866–1870                  |
| August Florin           | 1870–1875                  |
| Gustaf Samuel von Troil | 1875–1884                  |
| Alfred Charpentier      | 1884–1897                  |
| Theodor Wegelius        | 1898–1906                  |
| Clas Herman von Collan  | 1907–1918                  |
| Otto Stenroth           | 1918–1923                  |
| August Ramsay           | 1923–1924                  |
| Risto Ryti              | 1924–1943, 1944–1945       |
| Jukka Rangell           | 1943–1944 (t.f. 1940–1943) |
| Sakari Tuomioja         | 1945–1955                  |
| Rainer von Fieandt      | 1955–1957                  |
| Klaus Waris             | 1957–1967                  |
| Mauno Koivisto          | 1968–1982                  |
| Ahti Karjalainen        | 1982–1983                  |
| Rolf Kullberg           | 1983–1992                  |
| Sirkka Hämäläinen       | 1992–1998                  |
| Matti Vanhala           | 1998–2004                  |
| Erkki Liikanen          | 2004–2018                  |
| Olli Rehn               | 2018–                      |